# Cerámica y porcelana japonesa

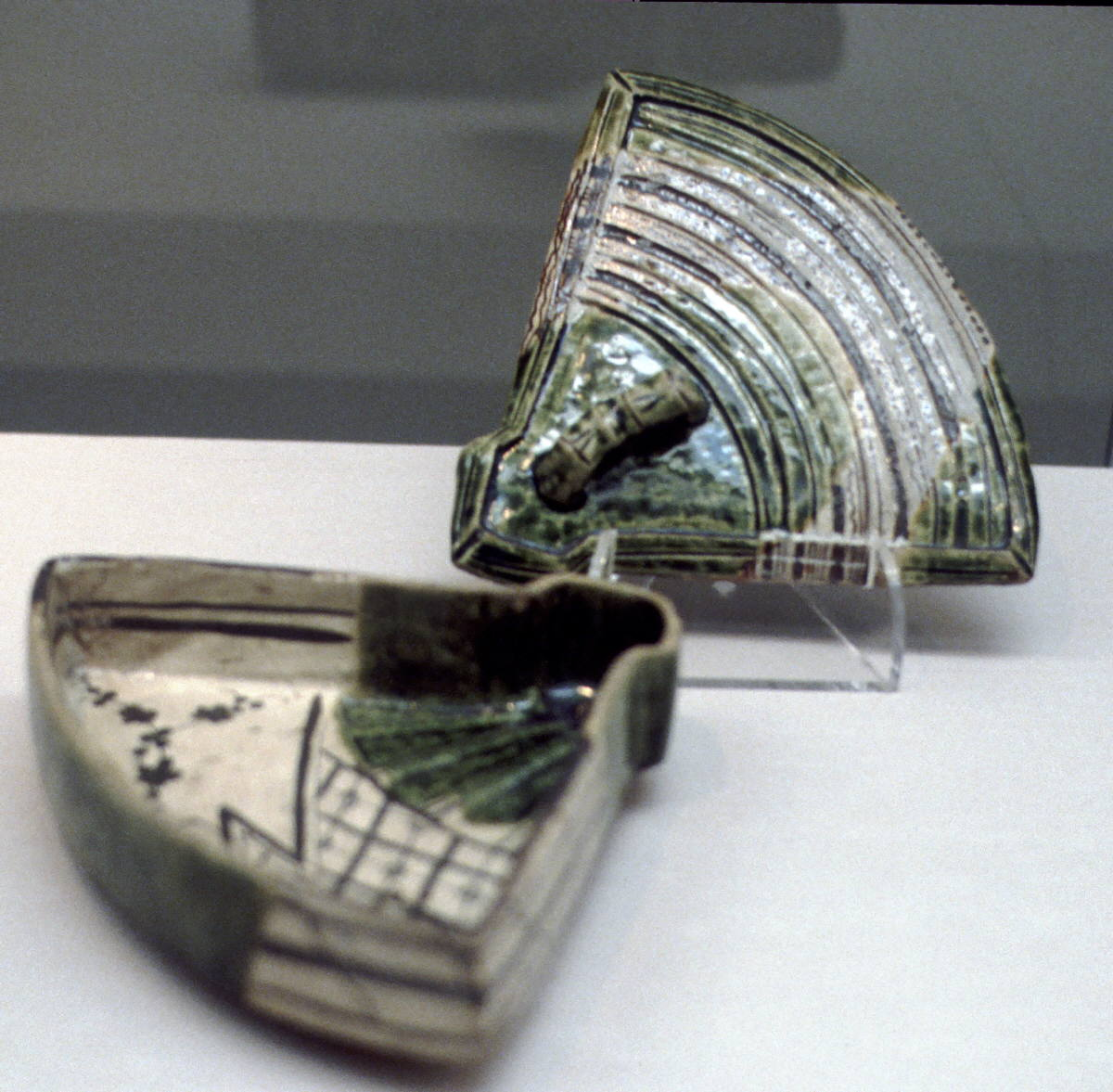
Plato Oribe con tapa, principios del.

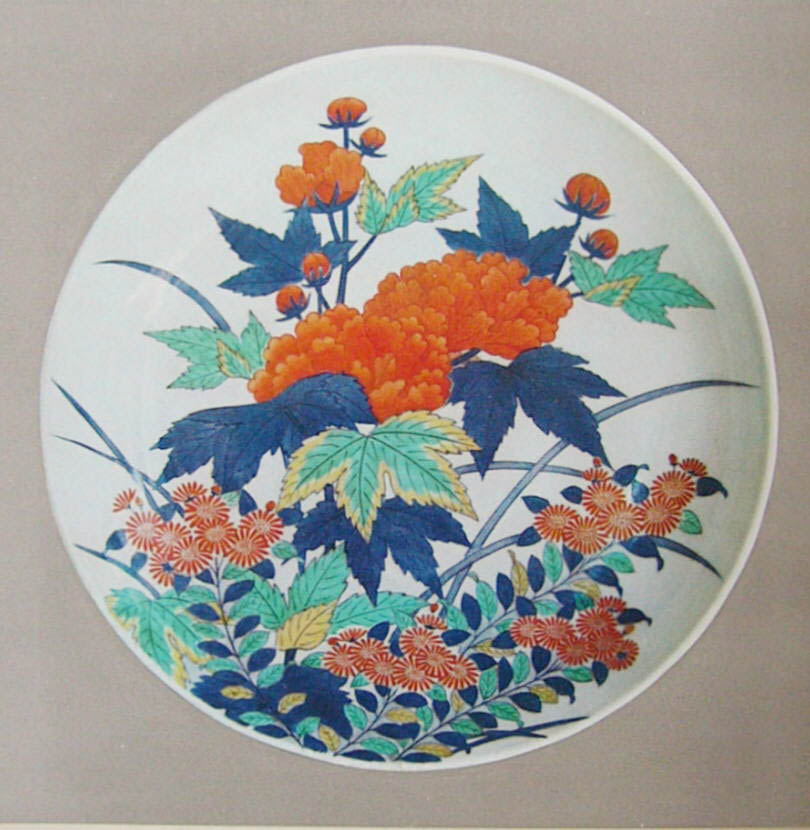
Plato estilo Porcelana Imari, aprox. 1690-1710.

La cerámica y la porcelana japonesa (陶磁器, japonés Tojiki; también 焼きもの, japonés Yakimono; 陶芸, japonés tōgei), representan una de las formas de arte más antiguas de Japón, se remonta al período del Neolítico. Los hornos han producido lozas, gres, esmaltes, porcelanas y otros elementos y formas cerámicas.

## Introducción
Registros japoneses de la historia de la cerámica destacan muchos nombres de alfareros, y algunos eran artistas-alfareros, por ejemplo, Honami Koetsu, Ogata Kenzan y Aoki Mokubei. Los hornos Anagama japoneses también han florecido a través de los siglos, y su influencia pesa con el de los alfareros. Otro aspecto característicamente japonés del arte es la continua popularidad de gres de alto fuego sin esmaltar, incluso después de que la porcelana se hizo popular. Desde el IV, la cerámica y la porcelana japonesa fueron a menudo influenciadas por los chinos y coreanos. Japón transformó y adaptó los prototipos chinos y coreanos en una creación exclusivamente japonesa, y el resultado era claramente japonés en carácter. En el siglo XX, una industria de la cerámica (por ejemplo, Noritake, Schimid Kreglinger (Kelco) y Toto Ltd.) tuvieron un crecimiento importante.

## Historia hasta elsigloXIX[3]

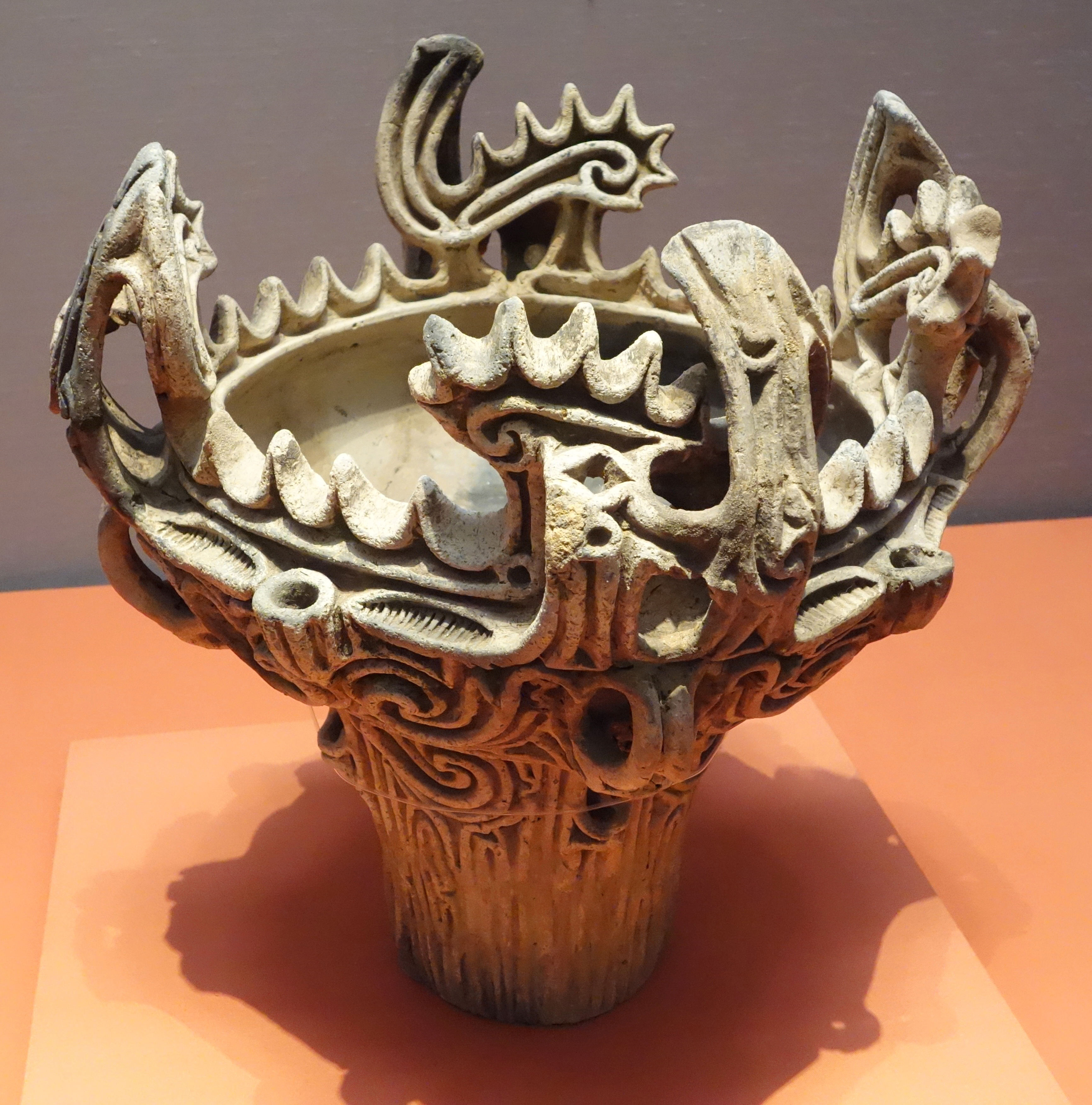
Buque Jomon con la llama-como ornamentación, 3000-4000 a. C.

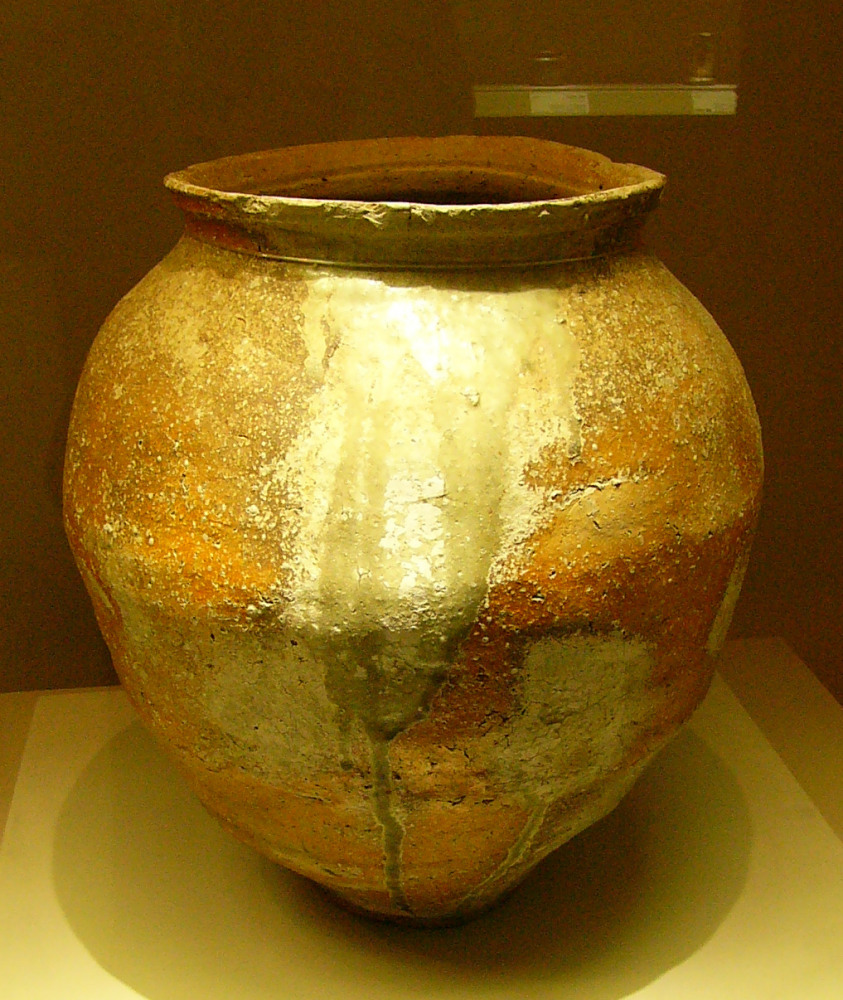
Tarro de cerámica estilo Shigaraki,.

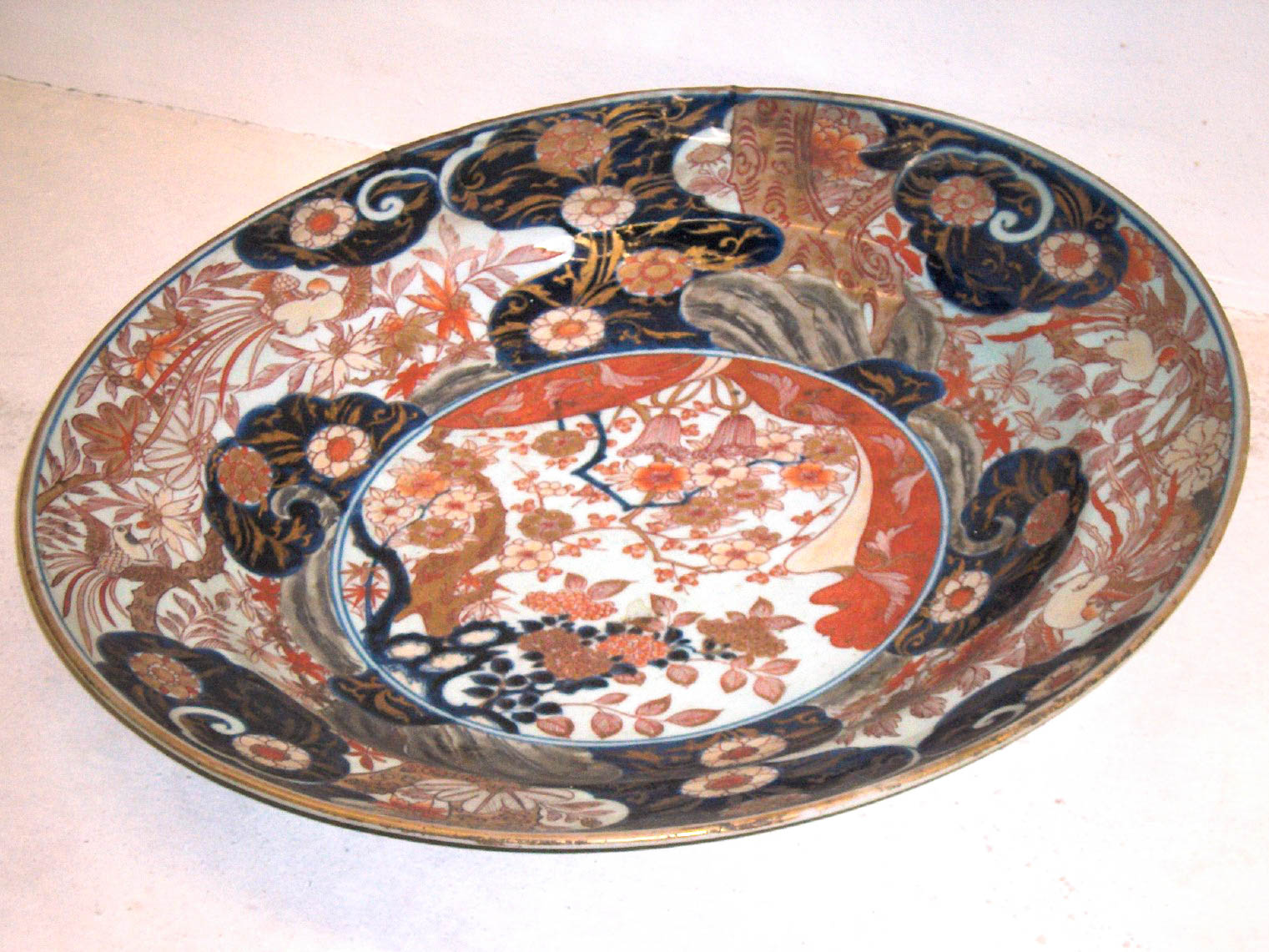
Exportación Imari, aprox. 1700-1750.

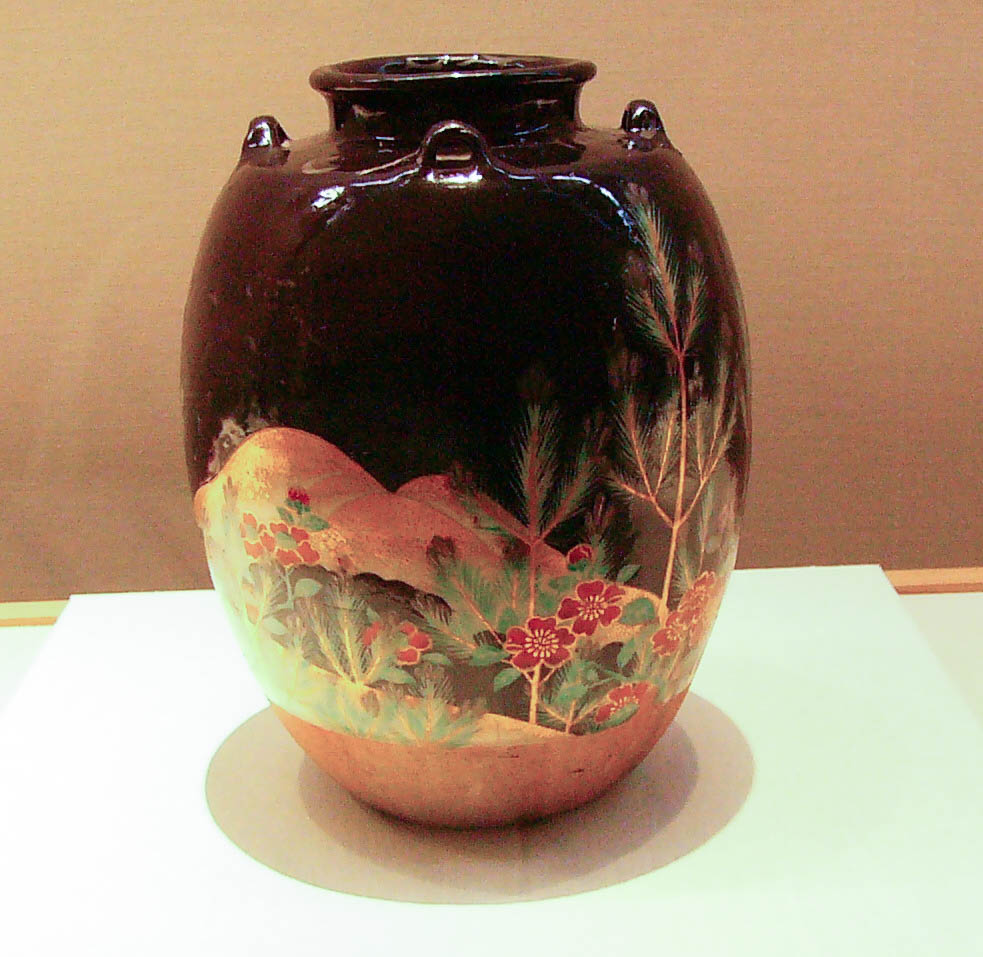
Nonomura Ninsei, tarro de té, patrón de pino, aprox. 1660-1670.

En el Neolítico (aprox. el milenio 11 antes de Cristo), se hizo el barro blando, y en el sexto milenio antes de Cristo surgió la típica bobina hecha de cerámica, en el período Jōmon apareció decorada con motivos cuerda a mano (principios de periodo Jōmon). Las mercancías en el período Jōmon desarrollaron un estilo extravagante en su altura y simplificaron en sí mismos un tardío período Jōmon. La cerámica se moldeó de arcilla y cuerda horneada en un fuego abierto.
En el siglo de 4to-3.º AC, apareció el barro estilo Yayoi, que tenía un patrón simple o sin patrón. Las mercancías Jōmon, Yayoi, y más tarde Haji compartieron el proceso de cocción, pero tenían diferentes estilos de diseño. Japón no mostró más importantes logros en la cerámica hasta el siglo XVII.
Durante en el siglo III al siglo IV d. C., el horno Anagama, un horno-túnel techado en una ladera, y la rueda de alfarero apareció, traída desde China a través de la península de Corea. El horno Anagama podría producir un gres, Sue, con un proceso de cocción a altas temperaturas de más de 1000 °C, a veces adornados con esmalte accidental fresno natural. Contemporáneo a las cerámica Haji y objetos funerarios Haniwa fueron lozas como en Yayoi.
Aunque una técnica de esmalte de plomo de tres colores fue introducido en Japón desde el único sencillo barniz de plomo verde dinastía Tang de China en el siglo VIII, hornos oficiales producidos por los templos en el periodo Heian, alrededor de 800-1200 AD. Hasta el siglo XVII, el gres no esmaltado era popular para las necesidades diarias de trabajo pesado de una sociedad fundamentalmente agraria; jarras funerarias, jarras de almacenamiento, y una variedad de ollas de cocina tipifican la mayor parte de la producción. Algunos de los hornos mejoraron su tecnología y son llamados los Seis hornos antiguos: Shigaraki, Tamba, Bizen, Tokoname,  Echizen, y Seto. Entre ellos, el horno Seto en Provincia de Owari (actual Prefectura de Aichi utilizaban una técnica de vidriado. Según la leyenda, Kato Shirozaemon Kagemasa (también conocido como Hitsugaya) estudió las técnicas de cerámica en China y trajo el vidriado de alta temperatura, cuyo resultado fue la cerámica de Seto en 1223. Los hornos Seto imitaron principalmente cerámica china como un sustituto para el producto chino desarrolló varios recetas de vidriado con diferentes componentes: ceniza, óxido de hierro negro, feldespato blanco, verde y cobre. Estas técnicas se usaron de una forma tan abundante que Seto-mono (producto de Seto) se convirtió en el término genérico para la cerámica en Japón. El horno Seto también produjo gres sin esmaltar. A finales del siglo XVI, muchos ceramistas de Seto se trasladó a la provincia de Mino en la prefectura de Gifu huyendo de las guerras civiles, donde produjeron cerámica vidriada: Seto amarillo (Ki-Seto), Shino, Seto negro (Seto-Guro), y Cerámica Oribe.
A partir de mediados del siglo XI al siglo XVI, Japón importó mucho celadón chino, de porcelana blanca y vajilla azul y blanca. Japón también importó mucho la cerámicas chinas, coreanas y vietnamitas. Esta cerámica china (Tenmoku) era considerados como artículos de alta categoría, que las clases altas utilizan en la ceremonia del té. Los japoneses ordenaron la cerámica de diseño personalizado para los gustos japoneses de los hornos chinos.
A finales del siglo XVI, los principales maestros del té cambiaron el estilo y favorecieron a los más simples cuencos de té de Corea y artículos domésticos de más de los chinos. Patrocinado por el maestro del té Sen no Rikyu, la familia Raku suministraron cuencos de té de loza vidriada. Mino, Bizen, Shigaraki (Mercancías de Shigaraki), Iga (similar a Shigaraki), y otros hornos domésticos también proporcionan utensilios de cocina. El artista Honami Koetsu hizo varios tazones que fueron sus obras maestras. Al señor feudal japonés Toyotomi Hideyoshi para las campañas de Corea de la década de 1590 que tratan de conquistar China. las fuerzas japonesas volvieron a Japón, llevando consigo algunos alfareros coreanos. Estos alfareros establecieron los hornos de Satsuma, Hagi, Karatsu, Takatori, Agano y Arita. Uno de ellos, Yi Sam-pyeong, descubrieron la materia prima de la porcelana en Arita y produjo la primera verdadera porcelana en Japón.
En la década de 1640, las rebeliones en China y guerras entre la dinastía Ming y los manchúes dañaron muchos hornos, y en 1656-1684 el gobierno de la Dinastía Qing dejó de comerciar. Alfareros chinos refugiados ofrecieron a los hornos Arita métodos de la técnica de la porcelana y esmalte más refinados. En 1650, la Compañía de las Indias Orientales Neerlandesas buscó porcelana para Europa en Japón. En ese momento, los hornos Arita conocidos como horno Kakiemon pudieron suministrar porcelana de calidad suficiente a la Compañía de Indias Orientales holandesa. En 1659-1757, los hornos de Arita exportan enormes cantidades de porcelana a Europa y Asia. Los hornos de China y Europa los imitaron. Los hornos de Arita también suministraron utensilios domésticos tales como el llamado Ko-Kutani. En 1675, el local del clan Nabeshima. Familia que gobernó Arita estableció un horno oficial para hacer porcelana vitrificada de primera calidad para las clases altas en Japón, que llegó a ser Ware llamado Nabeshima. Después de 1757, los hornos de Arita llenan sólo las necesidades domésticas. Porque Imari fue el puerto de embarque, la porcelana, la exportación y la producción nacional, que se llama Ko-Imari (antigua Imari).
En el siglo XVII, en Kioto, entonces capital cultural de Japón, los hornos produjeron cerámica vidriada con plomo, como la cerámica del sur de China. Entre ellos, el alfarero Nonomura Ninsei inventó un método de esmalte acristalado y mejorado diseño refinado estilo japonés bajo el patrocinio del templo. Su discípulo Ogata Kenzan produce la cerámica más personal y tomó la Kyōyaki (cerámica de Kioto) a nuevas alturas. Sus obras fueron el modelo para después Kyōyaki. Aunque la porcelana fue introducido por Okuda Eisen en Kyōyaki, la cerámica acristalada todavía florecía. Aoki Mokubei, ninami Dōhachi (ambos discípulos de Okuda Eisen) y Eiraku Hozen ampliaron el repertorio de Kyōyaki.
A finales del siglo XVIII al siglo XIX, la materia prima de la porcelana fue descubierta en otras zonas de Japón (por ejemplo, Amakusa) y fue cambiado en el país, y los alfareros se movieron con más libertad. Señores y comerciantes locales establecieron muchos nuevos hornos (por ejemplo, Kameyama horno y Tobe con fines de lucro económico, y hornos antiguos como Seto reinician como hornos de porcelana. Estos muchos hornos se denominan "nuevos hornos" y popularizado porcelana para la gente común en Japón con el horno de Arita.

## sigloXXhasta la actualidad
El interés por el arte humilde del pueblo alfarero fue revivido en un movimiento popular de la década de 1920 por maestros alfareros como Shoji Hamada y Kawai Kajiro. Estos artistas estudiaron técnicas de acristalamiento tradicionales para preservar mercancías nativas en peligro de desaparecer. Una serie de instituciones quedó bajo la égida de la División de Protección de Propiedades Culturales. Los hornos en Tamba, con vistas a Kobe, continuaron produciendo las mercancías diarias utilizadas en el periodo Tokugawa, mientras que la adición de formas modernas. La mayor parte de las mercancías de la aldea se hicieron de manera anónima por los alfareros locales para fines utilitarios. Los estilos locales, ya sea nativo o importado, tendían a ser continuados sin alteración en el presente. En Kyushu, hornos creados por alfareros coreanos en el siglo XVI, como en Koishibara y su vástago en Onta, perpetúaban mercancías campesinas de Corea del siglo XVI. En Okinawa, la producción de cerámica del pueblo continuó bajo varios maestros líderes, con Kaneshiro Jiro honrado como un "'mukei bunkazai'" (tesoro nacional viviente).
Los maestros modernos de los hornos tradicionales todavía utilizan las antiguas fórmulas de la cerámica y la porcelana a nuevos niveles de logro en Shiga, Iga, Karatsu, Hagi y Bizen. Yamamoto Masao de Bizen y Miwa Kyusetsu de Hagi fueron designados tesoros culturales vivientes (mukei bunkazai無形文化財). Sólo media docena de alfareros habían sido honrados con este reconocimiento en 1989, ya sea como representantes de artesanías de hornos famosos o como creadores de técnicas superlativas en esmalte de cerámica acristalamiento, en la decoración; dos grupos fueron designados para la conservación de las mercancías de los hornos antiguos distinguidos.
En la antigua capital de Kioto, la familia Raku familia continuó produciendo las ásperos cuencos de té que tenían tan encantado a Hideyoshi. En la provincia de Mino, los alfareros continuaron reconstruyendo las fórmulas clásicas de las artesanías de la era Momoyama de tipo Seto té de Mino, como el esmalte Oribe y cobre verde y utensilios Shino de apreciados esmalte lechoso. Los alfareros experimentaron sin fin en las universidades de artes de Kioto y Tokio para recrear la porcelana tradicional y sus decoraciones en tales maestros de cerámica como Fujimoto Yoshimichi, un mukei bunkazai. Los hornos de porcelana antiguos en torno a Arita en Kyushu fueron aún mantenidos por el linaje de Sakaida Kakiemon XIV y Imaizumi Imaemon XIII, fabricantes de porcelana hereditarios al clan Nabeshima; ambos fueron jefes de grupos designados mukei bunkazai (ver Kakiemon y porcelana Imari).
Por el contrario, a finales de la década de 1980, muchos maestros alfareros ya no trabajaban en los hornos grandes o antiguos, pero estaban haciendo arteasanías clásicas en varias partes de Japón. En Tokio, un ejemplo notable es Tsuji Seimei, que trajo su arcilla de Shiga pero en maceta en el área de Tokio. Una serie de artistas se dedicaban a la reconstrucción de los estilos chinos de la decoración o de esmaltes, especialmente el azul-verde celadón y la aguada-verde qingbai. Uno de los esmaltes chinos más queridos en Japón es el Tenmoku glaseado de chocolate-marrón que cubre los cuencos de té campesinos traídos desde el sur de la dinastía Song (en los siglos XII y XIII) por monjes Zen. Para sus usuarios japoneses, estas mercancías color chocolate encarnaban el Zen estético del Wabi-sabi (simplicidad rústica). En los Estados Unidos, un notable ejemplo de la utilización de esmaltes Tenmoku se puede encontrar en las ollas cristalinas innovadores lanzados por el artista nacido en Japón Hideaki Miyamura.

## Estilos de cerámica japonesa
- Hasami-yaki - Producida en la ciudad de Hasami, Prefectura de Nagasaki. Caracterizada por su ligereza y robustez.
- Bizen-yaki - Producida en Okayama. También llamada Inbe-yaki. Una cerámica de color marrón rojizo, que se cree que se originó en el siglo VI.
- Hagi-yaki Producido en Yamaguchi. Puesto que se quema a una temperatura relativamente baja, es frágil y transmite el calor de su contenido rápidamente.
- Imari-yaki - Producida en Saga. Introducida por Corea por medio de alfareros en el comienzo del Período Edo. También llamado "Arita-yaki".
- Karatsu-yaki - Producida en Saga. La cerámica que más se produce en el oeste de Japón. Cree que comenzó en el siglo XVI.
- Kasama-yaki - Producida en Kasama de Ibaraki. Este tipo de cerámica comenzó su producción a finales del siglo XVIII, derivada de la cerámica Shigaraki.
- Koishiwara-yaki - Producida en Fukuoka. La mayoría son tazas de té, teteras, floreros, y vasos de sake, y como resultado del Movimiento de Arte Popular, artículos prácticos para el uso diario del hogar. Originado por un alfarero de Corea en el siglo XVI.
- Kutani-yaki - Producida en Ishikawa.
- Mino-yaki - Producida en Gifu. Incluye Shino-yaki, Oribe-yaki, Setoguro y Ki-Seto.
- Onda-yaki - Producida en Kyushu. Producido por las familias y se transmite sólo a sus propios hijos. El hecho sobresaliente es que se siguen produciendo sin electricidad.
- Ōtani-yaki - Un tipo grande de la cerámica producida en Naruto, Tokushima.
- Raku-yaki - Producida en Kioto. Hay un proverbio de la jerarquía de estilos cerámicos utilizados para la ceremonia del té: "En primer lugar, Raku (-yaki). En segundo lugar, Hagi. En tercer lugar, Karatsu".
- Ryumonji-yaki - Producida en Kagoshima. Iniciado por alfareros coreanos hace unos cuatrocientos años.
- Satsuma-yaki - Producida en Kyushu y otras áreas. Iniciado por alfareros coreanos hace unos cuatrocientos años.
- Seto-yaki - Producida en Aichi. La cerámica japonesa que más se produce en Japón. A veces, el término Seto-yaki (o Seto-mono) significa toda la cerámica japonesa.
- Shigaraki-yaki - Producida en Shiga. Uno de los estilos más antiguos de Japón. Famoso por las piezas de cerámica tanuki.
- Soma-yaki - Producida en Fukushima. Tiene la imagen de un caballo (Uma o Koma), que es muy popular en esta zona, es el patrón principal. Por lo tanto, a veces se llama Sōmakoma-Yaki.
- Tamba-yaki - Producida en Hyōgo. También llamado Tatekui-yaki. Uno de los seis tipos más antiguos de Japón.
- Tobe-yaki - Producida en Shikoku. La mayoría son vajillas de porcelana gruesa con pinturas azul cobalto.
- Tokoname-yaki - Producido en Aichi. La mayoría son floreros, «chawan» o cuenco de arroz, taza de té.
- Yokkaichi Banko-yaki - Producida en Mie. La mayoría son tazas, teteras, floreros, y vasos de sake. Se cree que se originó en el siglo XIX.

## Lecturas
- Murase, Miyeko (2000). Bridge of dreams: the Mary Griggs Burke collection of Japanese art. New York: The Metropolitan Museum of Art. ISBN 0870999419.
- Takeshi, Nagatake (1979). Japanese ceramics from the Tanakamaru collection. New York: The Metropolitan Museum of Art.